# Пилибхит (округ)
Пилибхит (англ. Pilibhit) — округ в индийском штате Уттар-Прадеш. Административный центр — город Пилибхит. Площадь округа — 3499 км². По данным всеиндийской переписи 2001 года население округа составляло 1 645 183 человека. Уровень грамотности взрослого населения составлял 49,81 %, что ниже среднеиндийского уровня (59,5 %).